# Chrysocraspeda aurimargo
Chrysocraspeda aurimargo là một loài bướm đêm trong họ Geometridae.